# Martin Currie
Martin William Currie (ur. 11 grudnia 1943 w Marinette) – kanadyjski duchowny katolicki, arcybiskup Saint John’s w latach 2007-2018.

## Życiorys
Święcenia kapłańskie otrzymał 12 maja 1968 i inkardynowany został do archidiecezji Halifax. Po siedmiu latach pracy w charakterze wikariusza wyjechał na misje do Peru, gdzie pracował do 1979. Po powrocie do kraju był proboszczem w wielu parafiach archidiecezji, a od 1992 był jej wikariuszem generalnym.
12 grudnia 2000 otrzymał nominację na ordynariusza Grand Falls. Sakry biskupiej udzielił mu 31 stycznia 2001 abp Paolo Romeo.
18 października 2007 papież Benedykt XVI mianował go arcybiskupem Saint John’s w prowincji Nowa Fundlandia i Labrador. Pozostał jednocześnie (w ramach unii in persona episcopi) ordynariuszem Grand Falls (do 1 marca 2011).
12 grudnia 2018 przeszedł na emeryturę.